# سد کوثر
سد کوثر (تنگ دوک)، یک سد بتنی وزنی بر روی رودخانه خیرآباد است که در ۶۰ کیلومتری شمال غربی شهر دوگنبدان  و ۴۲ کیلومتری مرکز شهرستان بهبهان، در محلی به نام تنگ پادوک قرار دارد.
دریاچه سد کوثر با حجمی حدود ۵۸۰ میلیون مترمکعب به‌طور کامل بر روی سازند گچساران قرار می‌گیرد و بدون ایجاد مشکل کیفیت آب بعد از ۲۰ سال از زمان آبگیری، آب آشامیدنی نزدیک به دو میلیون و ۵۰۰ هزار نفر از مردم و صنایع استان‌های فارس، هرمزگان، بوشهر، خوزستان و شهرستان گچساران را تأمین می‌کند.
این سد به پیمانکاری شرکت سابیر ساخته و در( سال ۱۳۸۳) افتتاح گردید.

## اهداف سد
1. ۱-تأمین آب شرب وصنعتی در شهرها و بندرهای حاشیهٔ خلیج فارس با جمعیت تحت پوشش ۵/۲ میلیون نفر برای افق سال ۱۴۰۰. خط لوله ای به طول ۷۶۳ کیلومتر، آب شیرین مورد نیاز بخش‌هایی از ۵ استان کهگیلویه و بویراحمد، خوزستان، بوشهر، فارس و هرمزگان را تامین می‌کند که در مجموع شامل ۷ شهر بزرگ، یازده شهر کوچک، سی و شش شهرک و چهل و هفت دهستان با بیش از ۱۲۰۰ روستا را در بر می‌گیرد. در حال حاضر سد آب شهرهای گچساران، بهبهان، زیدون، دیلم، گناوه، بوشهر، کنگان، جزیرهٔ خارک، لامرد، خورموج، بندر لنگه و روستاهای مسیر را تأمین می‌نماید. در طول مسیر خط لولهٔ مذکور تأسیسات و صنایع مهم و استراتژیک بوشهر، جزیرهٔ خارک، پالایشگاه گاز ولیعصر کنگان، پارس جنوبی و … از این طرح بزرگ آبرسانی این سد استفاده می‌نمایند.[۲]
2. تأمین نیاز صنایع نفت و گاز گچساران به میزان ۵/۳۱ میلیون مترمکعب در سال
3. تأمین آب کشاورزی دشت لیشتر در شهرستان گچساران در سطح ۶۵۷۰ هکتار
4. تأمین آب کشاورزی اراضی بنه باشت بهبهان در سطح ۴۵۰۰ هکتار
5. تأمین آب کشاورزی دشت زیدون در سطح ۵۰۰۰ هکتار
6. تأمین آب برای بهبود کنترل کیفیت آب رودخانه زهره به میزان ۷۰ میلیون مترمکعب در سال

حجم آب برای کل مصارف فوق ۵۵۴ میلیون مترمکعب می‌باشد که شامل آب شرب و صنعت برابر ۱۸۲ میلیون متر مکعب در سال، آب کشاورزی به میزان ۲۷۲ میلیون متر مکعب و سایر مصارف به میزان ۱۰۰ میلیون متر مکعب می‌باشد که توسط سد کوثر و حوضه میانی رودخانه خیرآباد تأمین می‌گردد.

## مشخصات سد
سد کوثر یک سد بتنی وزنی با حجم کل مخزن ۵۸۰ میلیون مترمکعب و حجم مفید قابل بهره‌برداری ۴۲۹ میلیون متر مکعب است. ارتفاع سد از پی ۱۴۴ متر، طول تاج آن ۱۹۰ متر و عرض تاج سد ۷ متر می‌باشد.
دریاچه سد کوثر با مساحت ۱۶٫۲ کیلومتر مربع به‌طور کامل بر روی سازند گچساران قرار می‌گیرد. این امر از این جهت قابل توجه است که با گذشت بیش از ۲۰ سال از زمان بهره‌برداری سد کوثر، وضعیت پارامترهایی شیمیایی سد (Ec و pH) مخزن تقریباً ثابت مانده و در مقاطعی بهبود داشته‌است.
سد کوثر از جاذبه‌های گردشگری جنوب غرب ایران است که دارای طبیعتی چشم‌نواز بوده و در ایام تعطیل هدف مسافرت گردشگران در این منطقه است. دریاچه سد قابلیت پرورش ماهی و ماهیگیری را دارد و امکانات قایق‌سواری در دریاچه سد وجود دارد.

## مشخصات رودخانه
رودخانه خیرآباد یکی از شاخه‌های اصلی رودخانه زهره بوده و از دو شاخه به نام‌های شاه بهرام و دهدشت تشکیل می‌گردد. شاخه شاه بهرام پس از عبور از آبادی نازمکان در مجاورت آبادی شامبرکان به شاخه دهدشت پیوسته و مشترکاً رودخانه خیرآباد را به‌وجود می‌آورند. این دو شاخه از ارتفاعات داخلی استان کهگیلویه و بویراحمد (کوه‌های زاگرس) سرچشمه گرفته و ضمن عبور از آبادی خیرآباد در مجاورت زیدون به رودخانه زهره ملحق و نهایتاً در حوالی هندیجان در استان خوزستان به خلیج فارس می‌ریزد.

## نگارخانه

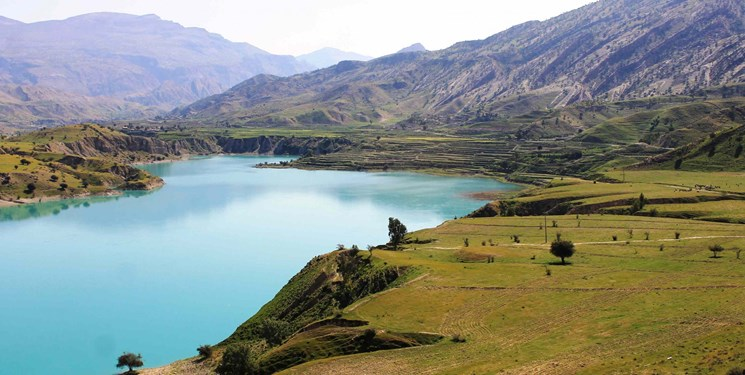
دریاچه آب شیرین سد کوثر